# Châteaubriant (quận)
Quận Châteaubriant là một quận của Pháp, nằm ở tỉnh Loire-Atlantique, ở vùng Pays de la Loire. Quận này có 10 tổng và 53 xã.

## Các đơn vị hành chính

### Các tổng
Các tổng của quận Châteaubriant là: 
1. Blain
2. Châteaubriant
3. Derval
4. Guémené-Penfao
5. Moisdon-la-Rivière
6. Nort-sur-Erdre
7. Nozay
8. Rougé
9. Saint-Julien-de-Vouvantes
10. Saint-Nicolas-de-Redon

### Các xã
Các xã của quận Châteaubriant, và mã INSEE là: 
| 1. Abbaretz (44001)              | 2. Avessac (44007)                    | 3. Blain (44015)                     | 4. Bouvron (44023)                    |
| 5. Casson (44027)                | 6. Châteaubriant (44036)              | 7. Conquereuil (44044)               | 8. Derval (44051)                     |
| 9. Erbray (44054)                | 10. Fay-de-Bretagne (44056)           | 11. Fercé (44058)                    | 12. Fégréac (44057)                   |
| 13. Grand-Auverné (44065)        | 14. Guémené-Penfao (44067)            | 15. Héric (44073)                    | 16. Issé (44075)                      |
| 17. Jans (44076)                 | 18. Juigné-des-Moutiers (44078)       | 19. La Chapelle-Glain (44031)        | 20. La Chevallerais (44221)           |
| 21. La Grigonnais (44224)        | 22. La Meilleraye-de-Bretagne (44095) | 23. Le Gâvre (44062)                 | 24. Les Touches (44205)               |
| 25. Louisfert (44085)            | 26. Lusanger (44086)                  | 27. Marsac-sur-Don (44091)           | 28. Massérac (44092)                  |
| 29. Moisdon-la-Rivière (44099)   | 30. Mouais (44105)                    | 31. Nort-sur-Erdre (44110)           | 32. Notre-Dame-des-Landes (44111)     |
| 33. Noyal-sur-Brutz (44112)      | 34. Nozay (44113)                     | 35. Petit-Auverné (44121)            | 36. Petit-Mars (44122)                |
| 37. Pierric (44123)              | 38. Plessé (44128)                    | 39. Puceul (44138)                   | 40. Rougé (44146)                     |
| 41. Ruffigné (44148)             | 42. Saffré (44149)                    | 43. Saint-Aubin-des-Châteaux (44153) | 44. Saint-Julien-de-Vouvantes (44170) |
| 45. Saint-Mars-du-Désert (44179) | 46. Saint-Nicolas-de-Redon (44185)    | 47. Saint-Vincent-des-Landes (44193) | 48. Sion-les-Mines (44197)            |
| 49. Soudan (44199)               | 50. Soulvache (44200)                 | 51. Treffieux (44208)                | 52. Vay (44214)                       |
| 53. Villepot (44218)             |                                       |                                      |                                       |